# La Vita Romantica
『La Vita Romantica』（ラ ヴィータ ロマンチカ）は、2010年1月13日にリリースされたALI PROJECTの6枚目のベスト・アルバム。発売元はMellowHead。

## 概要
今作はALI PROJECTがMellowHeadよりリリースする2枚目のアルバムである。これまでのベスト・アルバムに収録されていた表題作は今回はなく、収録されているのは全て既存の曲だけである。シングル作品6曲とC/W作品4曲、「ZONE-00イメージアルバム 『響 -Kyo-』」から1曲、「怪物王女 オリジナル・サウンドトラック Sympathy for the Belonephobia」から2曲を収録した全13曲で構成されている。
タイトルである「La Vita Romantica」とはイタリア語で「ロマンティックな人生」という意味であり、今回の収録曲には、その意味に合わないような曲は選ばなかった、と宝野アリカは語っている。
初回限定盤と通常盤の2種類が同時発売されている。初回限定盤には収納ボックスが付属し、豪華ブックレット、日本で3例目という装丁の仕掛け絵本、さらに「跪いて足をお嘗め」「戦慄の子供たち」「堕天國宣戦」のミュージック・クリップとヴェネツィアでのジャケット写真撮影に密着した「La Vita Romantica 〜Jacket Shooting in Venezia〜」を収めたDVDが付属する。
ジャケット写真及びブックレット写真はすべてヴェネツィアにて撮影されたものである。「月光嗜好症」以来数年ぶりに片倉三起也がブックレットなどに登場している。なお、ブックレットなどの写真は初回限定盤と通常盤でそれぞれ異なっている。
またとらのあなやアニメイトなど一部の店頭で予約及び購入すると、特典として本作のブロマイドやポストカードが貰えた。
今作はデイリーオリコンチャート初登場8位を記録した。

## 収録曲
1. 逢魔ヶ恋
  - アニメ『怪物王女』の挿入歌。「怪物王女 オリジナル・サウンドトラック Sympathy for the Belonephobia」より。
  - 間奏にモーリツ・モシュコフスキ作曲『10のかわいい小品 第3番 無言歌 』の旋律が引用されている。
2. 跪いて足をお嘗め
  - アニメ『怪物王女』のEDテーマ。この曲を収録したシングルは、シングル『聖少女領域』同様にオリコンのデイリーランキング初登場第6位にランクインした。
3. 裸々イヴ新世紀
  - アニメ『宇宙をかける少女』の第一期OPテーマ。
  - サビにエルネスト・レクオーナの『Ante el Escorial』が引用されている。
  - 間奏にエルネスト・レクオーナの『スペイン組曲 アンダルシア 第6曲 マラゲーニャ』が引用されている。
4. 桃色天国
  - シングル『暗黒天国』のC/W曲。
5. 最愛なる魔王さま
  - シングル『跪いて足をお嘗め』のC/W曲。
  - AメロにMiguel Manzanoの『Spanish Preludes Nostalgic Song』が引用されている。
6. 王的血族
  - アニメ『怪物王女』の挿入歌。「怪物王女 オリジナル・サウンドトラック Sympathy for the Belonephobia」より。この曲は、ライブが行われたことがない「サイケデリック狂気ツアー」が、インストゥルメンタルバージョンに含まれていた
7. 暗黒天国
  - アニメ『かみちゃまかりん』のOPテーマ。
  - CメロにUEBERSCHALLのサンプル音源『8 BIT STYLEZ』が利用されている。
  - AメロにBIG FISH AUDIOのサンプル音源『ACID JAZZ CITY』より「08 095 Bb」が利用されている。
8. 戦慄の子供たち
  - アニメ『Phantom 〜Requiem for the Phantom〜』の第二期OPテーマ。
  - イントロ、2番~3番の間奏にBUNKER 8 DIGITAL LABS社のソフト音源『HYBRIDIZER 3』より「Twisted Beyond Hope」が利用されている。
9. コヒブミ
  - シングル『コトダマ』のC/W曲。宝野アリカによると、一番高い声を出した楽曲。
  - イントロにDiscovery Soundのソフト音源『8 Bit Family 2』より「B-01_mix_bpm_90_C」が利用されている。その他、2番~3番の間奏には「A-01_mix_bpm_80_C#」が、アウトロには「A-02_mix_bpm_80_C」が利用されている。
  - 間奏に間奏にSample Magicのソフト音源『Sunset Sessions』より「chl_pno_90_cont_Dm7Am9[1]」が利用されている。その他、イントロには「chl_pno_80_chords_Dma[2]」が、Aメロには「chl_glitch_80_seq1_D[2]」が、Bメロには「chl_pno_90_airy_Dm9[3]」が、Cメロには「chl_mus_90_lovethekeys_FEb[4]」が、アウトロには「chl_pno_80_arp_Dm9[5]」が利用されている。
10. 吾君想う故に吾在り生き霊となりて
  - シングル『地獄之門』のC/W曲。
11. 輪廻闇妖散華
  - ZONE-00イメージアルバム 『響 -Kyo-』より。
  - イントロにBIG FISH AUDIOの『SYMPHONIC MANOEUVRES 2』が利用されている。
  - イントロ、Aメロ、Bメロ、間奏にBIG FISH AUDIO社のループ音源『HIP HOP EXOTICA 2』より「05」が利用されている。
12. コトダマ
  - アニメ『シゴフミ』のOPテーマ。
  - サビ後半にレオポルド・ゴドフスキー作曲の「ピアノ・ソナタ ホ短調 第1楽章」の旋律が引用されている。
  - Aメロにベドルジハ・スメタナの『チェコ舞曲集 No. 5 in G Minor, The Little Onion』が引用されている。
  - イントロ、2番~3番の間奏にBIG FISH AUDIO社のループ音源『SYMPHONIC MANOEUVRES』より「Freedom Fighter」が利用されている。
13. 地獄の門
  - アニメ『Phantom 〜Requiem for the Phantom〜』の第一期EDテーマ。このアルバムでは「地獄の門」となっているが、それ以外はすべて「地獄之門」と表記されている。
  - イントロにレオシュ・ヤナーチェクの弦楽四重奏曲第1番 (ヤナーチェク)冒頭が引用されている。

- 全作詞：宝野アリカ
- 全作曲：片倉三起也

### 特典DVD
初回限定盤のみ付属。
1. 跪いて足をお嘗め
  - 主演：宝野アリカ、Artem Palchevskiy
2. 戦慄の子供たち (Short Size)
3. 堕天國宣戦 (Short Size)
  - 主演：宝野アリカ
4. La Vita Romantica 〜Jacket Shooting in Venezia〜
  - ヴェネツィアでのジャケット写真撮影風景を収録。

## クレジット
| Performed by ALI PROJECT      | Performed by ALI PROJECT                  |
| ----------------------------- | ----------------------------------------- |
| Track Down Engineer           | Jiro Takita                               |
| Producer                      | Katsumi Koike(小池克実)                   |
| A&R                           | Yoichi Sekine(関根陽一)                   |
| Art Direction & Design        | Maiko Yoshino(吉野磨衣子)                 |
| Photographer                  | Hironobu Onodera(小野寺廣信)              |
| Photograph Assistant          | Yu Nemoto(根本由)                         |
| Hair & Make-up                | Fusae Tachibana(橘房図)                   |
| Stylist                       | Miki Aizawa(相澤樹)                       |
| Co-Product（Venezia, Italia） | First Blessing co.ltd.                    |
| Co-Product（Venezia, Italia） | Kazue Okura                               |
| Co-Product（Venezia, Italia） | Hitomi Shinko                             |
| location cooperation          | Costumi Atelier Nicolao S.r.l.            |
| location cooperation          | Hotel Locanda Vivaldi                     |
| location cooperation          | IL CANOVACCIO                             |
| Executive Producer            | Shunji Inoue                              |
| Executive Producer            | Yoshiyuki Ito(伊藤善之)                   |
| Special Thanks                | NICHION / TV TOKYO MUSIC                  |
| Special Thanks                | SUNRISE MUSIC PUBLISHING / KADOKAWASHOTEN |